# Emil Łotianu

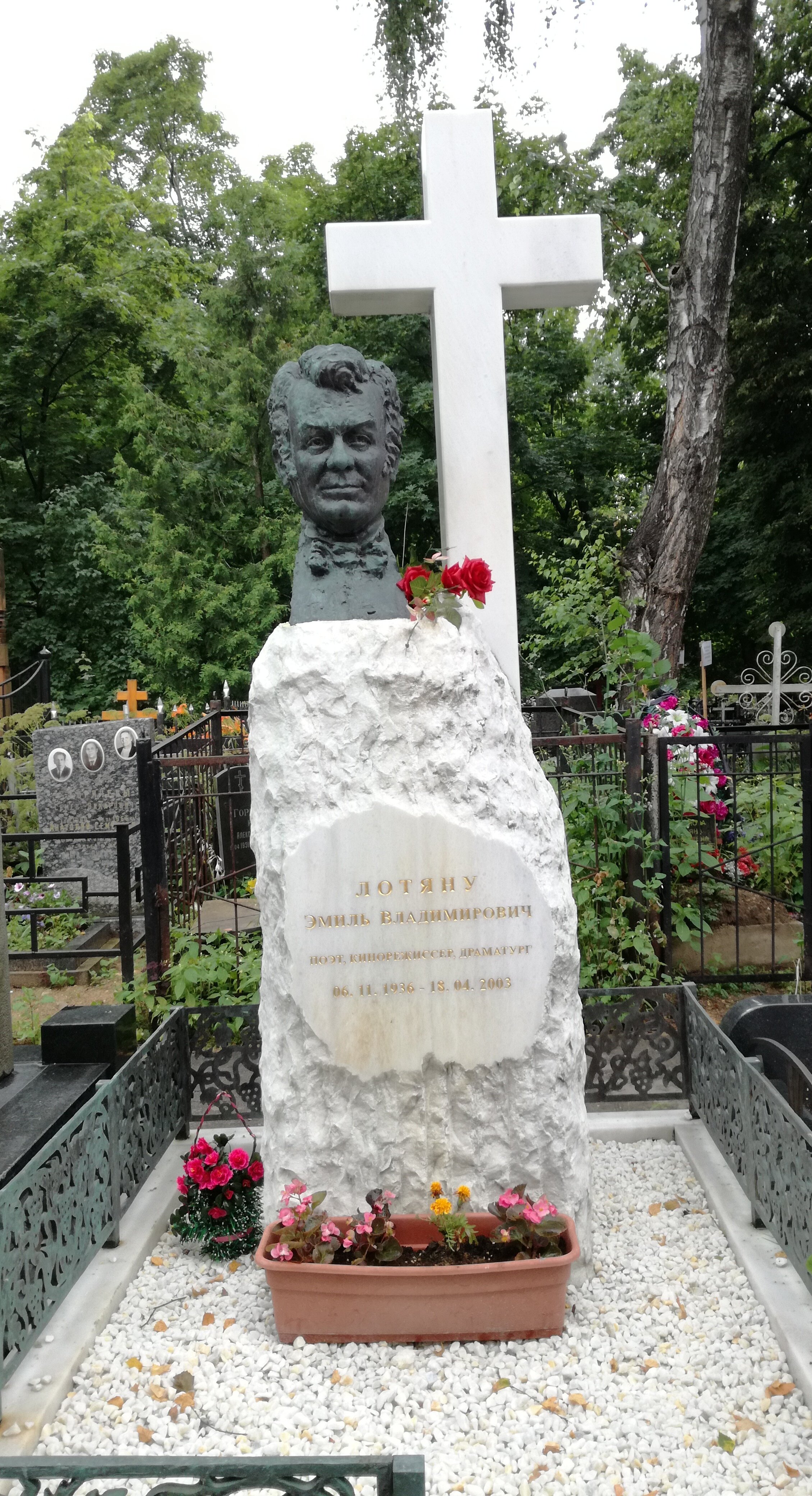
Grób reżysera na Cmentarzu Wagańkowskim w Moskwie.

Emil Władimirowicz Łotianu, Loteanu (ros. Эми́ль Влади́мирович Лотя́ну, rum. Emil Loteanu; ur. 6 listopada 1936 w Clocușna, zm. 18 kwietnia 2003 w Moskwie) – radziecki i mołdawski reżyser filmowy, scenarzysta i poeta. Zasłużony Działacz Sztuk Mołdawskiej SRR (1969).

## Działalność
Był przedstawicielem nurtu poetyckiego w kinie radzieckim. Pod wpływem twórczości Siergieja Paradżanowa sięgnął do motywów folkloru mołdawskiego (Czerwone połoniny, Lautarzy), łącząc je również z konwencją melodramatu (Tabor wędruje do nieba). Napisał tomiki poezji w języku rosyjskim i rumuńskim.
Pochowany na Cmentarzu Wagańkowskim w Moskwie.

## Wybrana filmografia
- 1958: Wielki korowód (Большая гора)[3]
- 1959: Był sobie chłopiec (Жил-был мальчик)[3]
- 1960: Kamień, czas, pieśń (Камень, время, песня)[3]
- 1963: Czekajcie na nas o świcie (Ждите нас на рассвете)[3]
- 1966: Czerwone połoniny (Красные поляны)[3]
- 1968: Freski na bieli (Фрески на белом)[3]
- 1968: Ten moment (Это мгновение)[3]
- 1971: Lautarzy (Лаутары)[3]
- 1976: Tabor wędruje do nieba (Табор уходит в небо)[3]
- 1978: Dramat na polowaniu (Мой ласковый и нежный зверь)[4]
- 1983: Anna Pawłowa (Анна Павлова)

## Odznaczenia
- Zasłużony Działacz Sztuk Mołdawskiej SRR (1969)[5]
- Ludowy Artysta RFSRR (1980)